# 田島慶吾
田島 慶吾（たじま けいご、1957年 - ）は、日本の経済学者。
1991年一橋大学大学院社会学研究科博士課程修了。2004年「アダム・スミスの制度主義経済学」で一橋大学博士（社会学）（論文審査委員：嶋崎隆、平子友長、星野彰男）。静岡大学人文学部経済学科助教授を経て、教授。研究分野は経済学説、経済思想。

## 著書

### 単著
- 『アダム・スミスの制度主義経済学』（ミネルヴァ書房［Minerva人文・社会科学叢書］、2003年）

### 共著
- 『社会主義 市場 疎外』（岩淵慶一、三階徹、瀬戸明、田上孝一共著、時潮社、1996年）

### 編著
- 『現代の企業倫理』（編著、大学教育出版［静岡大学人文学部研究叢書］、2007年）